# Új Ember (folyóirat, 1932)
Új Ember Temesváron 1932-ben indított, rövid életű (mindössze 7 számot megért – más források szerint 1935-ig megjelent) havilap; alcíme: „új eszmék folyóirata, baloldali világnézeti szemle”. 
Modern kivitelű, avantgárdista programú lap volt, Biró Jenő és Kalotai Gábor szerkesztette. Hasábjain Bónyi Adorján, Déznai Viktor, Gábor Andorné, Gárdonyi István, Kristóf-Krausz Albert, Nagy Endre, Ormos Ilona, Szirmai László, Weinerth László nevével és írásaival találkozunk.